# Кораний, Фригис фон
Фригис фон Кораний (Кораньи) (настоящие имя и фамилия — Фридьеш Кронфельд) (венг. Korányi Frigyes, нем. Friedrich von Korányi; 20 декабря 1828, Надькалло, Австрийская империя — 19 мая 1913, Будапешт, Австро-Венгрия) — венгерский барон, медик, клиницист и терапевт, педагог, профессор, ректор Будапештского университета (1886—1887). Член-корреспондент Венгерской академии наук.

## Биография
Родился в богатой еврейской семье врача.
С 1844 изучал медицину в Будапештском университете. Продолжил учёбу в России, в 1852 окончил Киевский университет. Будучи студентом-медиком, участвовал в венгерской революции 1848—1849 годов, был военным фельдшером, позже — заместителем батальонного врача, затем, руководил военным госпиталем, в конце борьбы за независимость — главным врачом батальона. В 1848 по инициативе отца, крестился, принял католическую веру, и взял фамилию Кораний.
Доктор медицины с 1851 года. Стажировался в венской клинике Франца Шуха.
В 1853—1865 практиковал в Надькалло. В 1865 получил степень доцента невропатологии, в а 1866 стал профессором внутренней медицины в Будапештском университете. В 1886—1887 был избран ректором университета. В 1908 ему было пожаловано дворянство.
Автор ряда медицинских статей на венгерском и немецком языках.
Член Венгерской королевской академии наук, почётный член королевского медицинского общества Будапешта, почётный член Парижского терапевтического общества (Société de Thérapeutique), член-корреспондент королевского медицинского общества Вены, Берлинского общества внутренней медицины, International Investigative Committee в Лондоне.
Отец терапевта Шандора фон Корания.